# هاينريش ويبر
هاينريش ويبر (بالألمانية: Heinrich E. Weber) (و. 1932 – م) هو أستاذ جامعي، وعالم نبات، من ألمانيا، ولد في أسنابروك.

## جوائز
حصل على جوائز منها:
- صليب وسام الاستحقاق من جمهورية ألمانيا الاتحادية.